# Incisalia hadros
Incisalia hadros är en fjärilsart som beskrevs av Cook och Watson 1909. Incisalia hadros ingår i släktet Incisalia och familjen juvelvingar. Inga underarter finns listade i Catalogue of Life.